# Joseph de Cadoine de Gabriac
Pour les autres membres de la famille, voir Famille de Cadoine de Gabriac.
Joseph-Jules-Paul-Marie-François de Cadoine, marquis de Gabriac, né le 14 août 1830 à Berne et mort le 23 novembre 1903 à Paris, est un diplomate français. 

## Biographie
Fils d'Ernest de Cadoine de Gabriac, ambassadeur de Charles X, pair de France puis sénateur, et petit-fils du général Alexandre Lvovitch Davydov, Joseph de Cadoine de Gabriac fait, comme son frère Alexandre, ses études au petit séminaire de Paris, sous l'abbé Dupanloup, puis à l'École d'administration. Il débute comme attaché à l'administration centrale au ministère des Affaires étrangères, puis attaché aux archives, à la direction politique et au cabinet de Drouyn de Lhuys et du comte Walewski.
Il épouse en 1857, en Autriche, la baronne Mathilde von Eskeles, petite-fille du baron Bernhard von Eskeles et du baron Karl von Brentano-Cimaroli. Ils ont plusieurs enfants, dont Arthur de Gabriac (1867-1948), mélomane et mécène, marié à Fanny Fithian (petite-fille de Richard B. Connolly et belle-sœur de Chester Alan Arthur II).
Il est attaché d'affaires à Berlin, secrétaire à Naples en juin 1859, à Rome en décembre 1859 et à Munich en janvier 1862. Il est premier secrétaire d'ambassade à Saint-Pétersbourg de 1866 à 1870. À la chute du Second Empire, il assure comme chargé d'affaires, à la demande de Jules Favre et du comte de Chaudordy et à la suite de la démission de l'ambassadeur le général Fleury, le maintien des relations entre la France et la Russie.
À la suite de la signature du Traité de Francfort en 1871, mettant fin à la guerre entre la France et l'Allemagne, il est nommé chargé d'affaires à Berlin pour rétablir les relations diplomatiques entre les deux pays. Sa mission prend fin en 1872 avec la nomination d'Élie de Gontaut-Biron.
Il est ambassadeur aux Pays-Bas de 1872 à 1873, ministre plénipotentiaire de première classe à Athènes en 1873, en remplacement de Jules Ferry et ambassadeur en Belgique de 1876 à 1878.

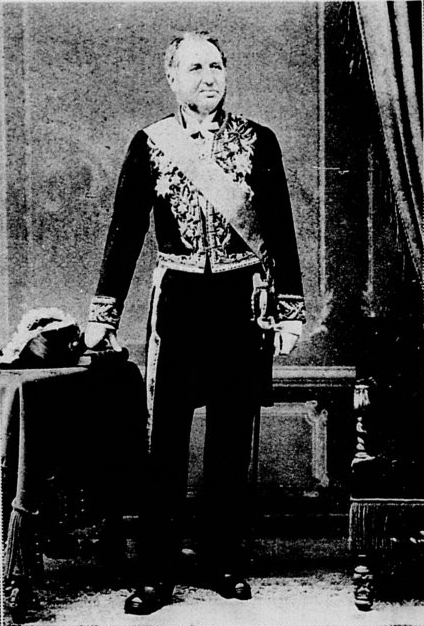
Le marquis de Gabriac, ambassadeur près le Saint-Siège.

Nommé ambassadeur de France près le Saint-Siège en 1878, il noue d'excellentes relations avec le Pape Léon XIII. Gabriac obtient du souverain pontife que la France obtienne sept chapeaux de cardinaux, dits de couronne, au lieu de six qu'elle avait alors. Il quitte son poste en 1880 à la suite des décrets signés par le gouvernement français contre les congrégations religieuses.
Il reste dès lors en dehors de la vie publique, se contentant d'écrire des articles dans la Revue des deux Mondes et dans Le Correspondant
Il est commandeur de la Légion d'honneur, grand-croix de l'ordre du Lion néerlandais, de l'ordre de Léopold, de l'ordre du Sauveur et de l'ordre de Pie IX.
Il est inhumé au cimetière de Montmartre dans une chapelle où reposent de nombreux membres de sa famille comme son père et son fils.

## Distinctions
- Commandeur de la Légion d'honneur

## Publications
- L'Église et l'État : du maintien du Concordat dans l'intérêt de l'État, des conséquences de la séparation de l'Église et de l'État : texte du Concordat et pièces justificatives, 1886
- Souvenirs d'un secrétaire d'ambassade à Naples de 1811 à 1814 : excursion dans la principauté de Bénévent, 1891
- Souvenirs diplomatiques de Russie et d'Allemagne (1870-1872), 1896
- Souvenirs d'une ambassade auprès du page Léon XIII (1878-1880), 1901